# Zweifrequenz-Empfänger

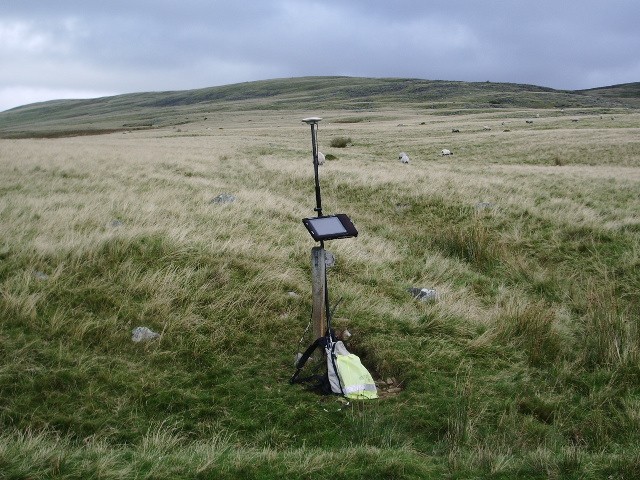
2-Kanal-GPS-Empfänger

Als Zweifrequenz-Empfänger werden in der Geodäsie spezielle Empfänger für GNSS-Satellitensysteme (GPS, GLONASS, Galileo) bezeichnet, welche die von den Navigationssatelliten eintreffenden Funksignale auf beiden kodierten Frequenzen (L1 und L2) analysieren können. Messprinzip ist – über das normale Pseudoranging hinaus (nur L1) – die Phasenmessung der Trägerwellen.
Weil die Refraktion in der Ionosphäre etwas von der Frequenz abhängt, kann aus der Differenz der beiden Entfernungsmessungen ihr Einfluss abgeschätzt werden (siehe auch Quasidifferenz). Er liegt meist bei einigen Metern, kann aber manchmal infolge ungewöhnlicher Sonnenaktivität 50 Meter erreichen.
Die ersten Zweifrequenz-Empfänger (um 1990) wogen noch ca. 10 kg, waren schwierig zu bedienen und kosteten so viel wie ein Kleinwagen. Heutige Geräte sind wesentlich leichter – die Antenne kommt statt des Reflektors auf das Stativ, die Bedieneinheit kann daneben angesteckt werden (siehe Weblinks). Die meisten Geräte können auch im RTK-Modus (real time kinematic) arbeiten und erreichen eine Genauigkeit von 1 bis 2 cm. GPS-Module, die beide Kanäle empfangen können (L1 und L2), kosten heute unter 100 €.
2018 kam ein Chipsatz von Broadcom BCM47755 auf den Markt, der zwei Frequenzen unterstützt (L1+L5) und auch in Mobiltelefonen verwendet werden kann. Im Xiaomi MI8 ist dieser Chipsatz verwendet.